# بتا مار
بتا مار یک ستاره است که در صورت فلکی مار قرار دارد.